# Dodge Charger (Muscle Car)
Der Dodge Charger der Jahre 1966 bis 1978 war ein Sportcoupé der amerikanischen Mittelklasse der zum Chrysler-Konzern gehörenden Dodge-Division. Zunächst gehörte es zu der Klasse der Muscle Cars, doch wurden die Motorleistungen nach 1971 wegen strengerer Abgasvorschriften reduziert, was zu einer Änderung des Charakters dieses Autos führte. Spätere Jahrgänge gehörten zu den Personal Luxury Cars.

## Geschichte

### Vorgeschichte
1964 präsentierte Dodge die Studie eines sportlichen Coupés, das, einer Mode der Zeit entsprechend, mit Fließheck („Fastback“) und großem Kühlergrill besonders junge Kunden ansprechen sollte. 1965 gab es eine Dodge Charger 273 genannte Kleinserie von 180 Exemplaren des Dodge Dart mit 235 SAE-Brutto PS starkem 4,5-Liter-V8 (273 cui nach amerikanischem Maß).

### Generation I
Im Herbst 1966 feierte der erste „echte“ Charger seine Premiere. Die Plattform und auch einige Teile der Karosserie entsprachen der des Dodge Coronet, mit welchem sich der Charger die Motorhaube, die A-Säule, die Türen und anderes teilte. Durch die Vorgaben von Byron Nichols ähneln sich beide Fahrzeuge vor allem im Bereich der Fahrzeugfront. Das Heck war mit seinem senkrechten Abschluss und der flach abfallenden Dachlinie (Fastback) typisch für ein Coupé. Die Seitenlinie war gerade, und die hinteren Kotflügelspitzen waren betont, wodurch stilistisch zumindest kleine Heckflossen angedeutet waren, was 1966 bereits nicht mehr als zeitgemäß galt. Der Kühlergrill erstreckte sich über die gesamte Fahrzeugbreite, die Klappscheinwerfer waren in der Mittelachse gelagert und wurden bei Bedarf elektrisch nach vorne gedreht. Ausgeschaltet war die Grillseite der Baugruppe zu sehen. Die Blinkleuchten saßen ebenfalls hinter dem Gitter des Grills an den äußeren Seiten. Untypisch für diese Zeit waren die vier Einzelsitze; die hinteren beiden waren umklappbar, wodurch sich ein für ein Coupé beträchtliches Kofferraumvolumen ergab, mit einer Ladelänge von fast 230 cm.
Als Standardmotor wurde der 318 cui-V8 mit einem manuellen Dreiganggetriebe angeboten, zusätzlich konnte der Kunde zwischen 361 cui-2 bbl und 383 cui-4 bbl-V8 wählen, die optional mit einem Vierganggetriebe oder durch die „Torqueflite“-Automatik die Kraft übertrugen. Ab Mitte 1966 bot Dodge den Charger zusätzlich mit dem 426 cui-Hemi-V8-Motor an.
Von den damaligen NASCAR-Rennserien gewann der Charger die Manufacturer’s Championship und die Grand National Championship. Dennoch entwickelten sich die Verkaufszahlen des Charger, Modelljahr 1966, enttäuschend: Nur 37.344 Fahrzeuge konnten verkauft werden.

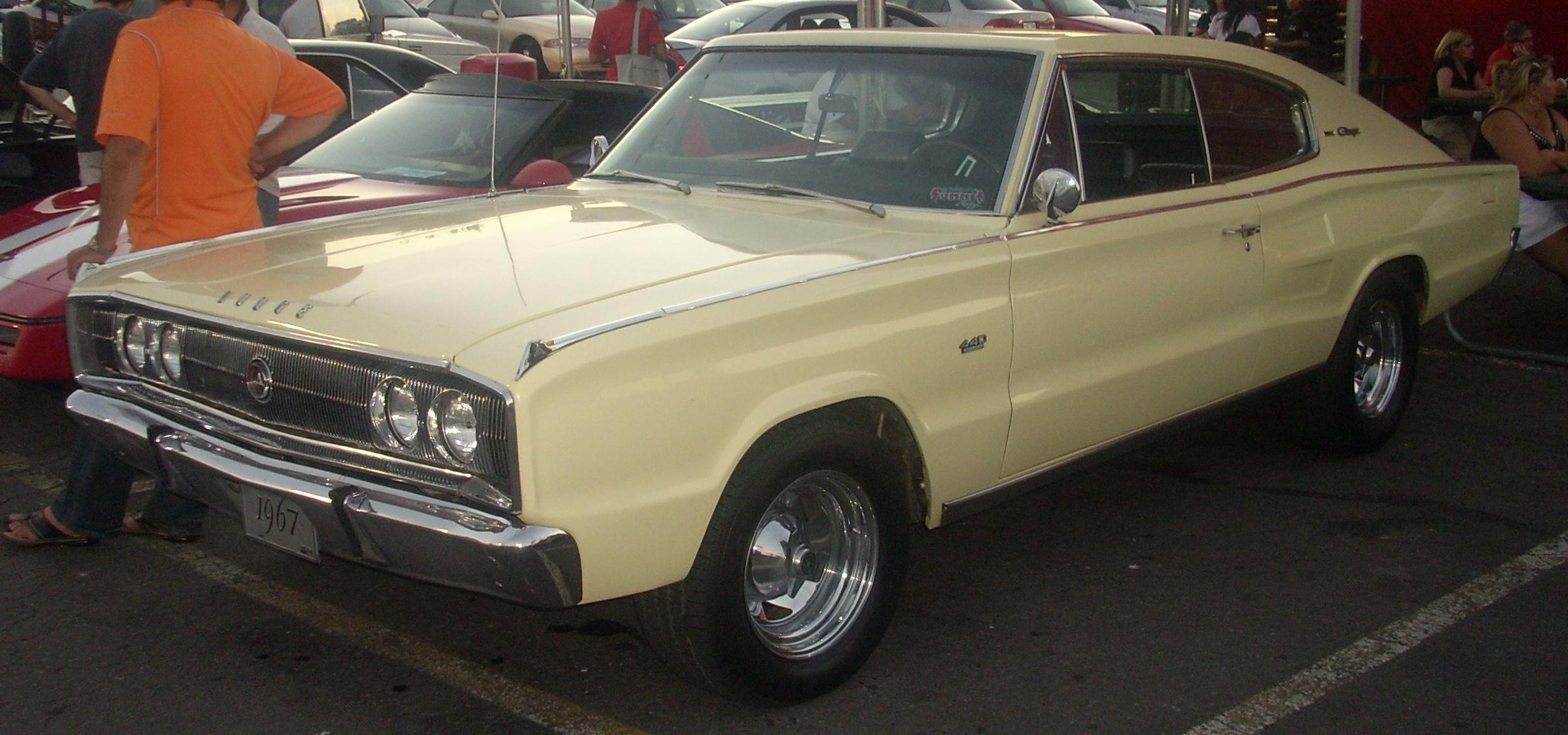
Dodge Charger (1967)

Für das Modelljahr 1967 wurden technische Änderungen vorgenommen, die Karosserie blieb weitgehend unverändert. Lediglich der Kühlergrill wurde verchromt und einige Details wie Zierleisten und Logos geändert. Die hinteren Einzelsitze wichen einer durchgehenden Sitzbank. Der 361 cui-V8 wurde durch den 383-2 bbl-V8 ersetzt und erstmals wurde der 440 cui-Magnum-V8 angeboten, passend dazu mit „Magnum“-Felgen.
Als zusätzliches Verkaufsargument wurde der Charger in allen Versionen mit einer umfangreichen Ausstattung angeboten. Die Verkaufszahlen sanken 1967 jedoch weiter: 15.788 Charger fanden einen Käufer, 118 davon mit dem 426 Hemi. Bei Dodge wurde die Entwicklung neuer Charger- und Coronet-Karosserien vorangetrieben.

### Generation II

#### 1968
Im Herbst 1967 wurde das neue Modelljahr vorgestellt. Der neue Charger mit vollständig neuer Karosserie blieb in technischer Hinsicht, in Bezug auf Motoren und Getriebe, aber weitgehend unverändert. Der durchgehend breite Kühlergrill sollte Markenzeichen bleiben, war jedoch nicht verchromt. Der Grill saß tiefer in der Front, wodurch er entfernt an Lufteinlässe von Flugzeugtriebwerken erinnerte. Die Seitenlinie wies das in den USA beliebte „Coke-Bottle-Linie“ auf, das an die Karosserien von Rennwagen sowie an die klassische Coca-Cola-Flasche erinnerte (im deutschen Sprachgebrauch wird dieses optische Element auch oft als „Hüftschwung“ bezeichnet). Die Innenausstattung wurde vollständig überarbeitet: Die Instrumententafel wurde neu gestaltet, die Rücksitze waren nicht mehr umklappbar, und die Ausstattung war mehr dem Geschmack jener Zeit angepasst. Auch einige neue Sicherheitsmerkmale wies der Charger auf. Außerdem konnten Kunden optional ein Vinyldach ordern. Auch eine „R/T“-Version (Road & Track, d. h., für „Straße und Rennstrecke“ geeignet) wurde angeboten. Diese Variante war standardmäßig mit dem 440 cui-V8 ausgestattet, besaß zwei Auspuffrohre, ein strafferes Fahrwerk und stärkere Bremsen.
Der 1968er wurde mit dieser Karosserie bis einschließlich 1970 gebaut. Diese drei Modelljahre waren die erfolgreichsten, und die damaligen Verkaufszahlen konnten später nicht mehr erreicht werden.

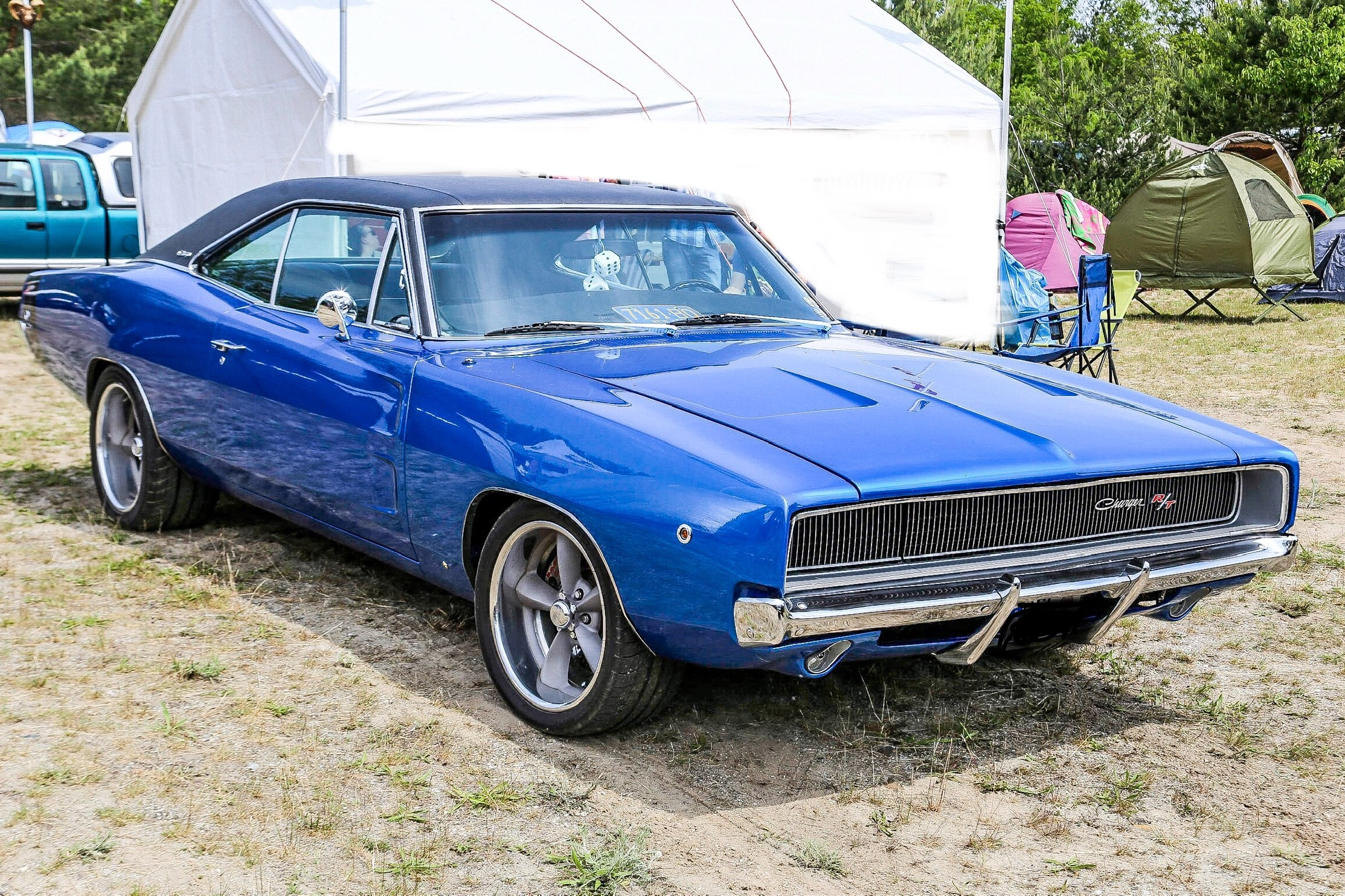
1968 Dodge Charger R/T blau

Der neue Charger hatte Erfolg: 96.100 Fahrzeuge wurden verkauft, davon jedoch nur 467 mit dem 426 Hemi. Jedoch zeigte sich am Charger erneut, dass Erfolge im Rennsport nicht unbedingt mit Verkaufszahlen in Zusammenhang stehen müssen: Die hoch angesehenen Rennen der NASCAR dominierte mittlerweile der Ford-Konzern mit den Modellen Ford Torino und Mercury Cyclone. Ebenfalls berühmt wurde der neue Charger durch die weltberühmte Verfolgungsjagd im Film „Bullit“, wo er von Steve McQueen durch San Francisco gejagt wird.

#### 1969

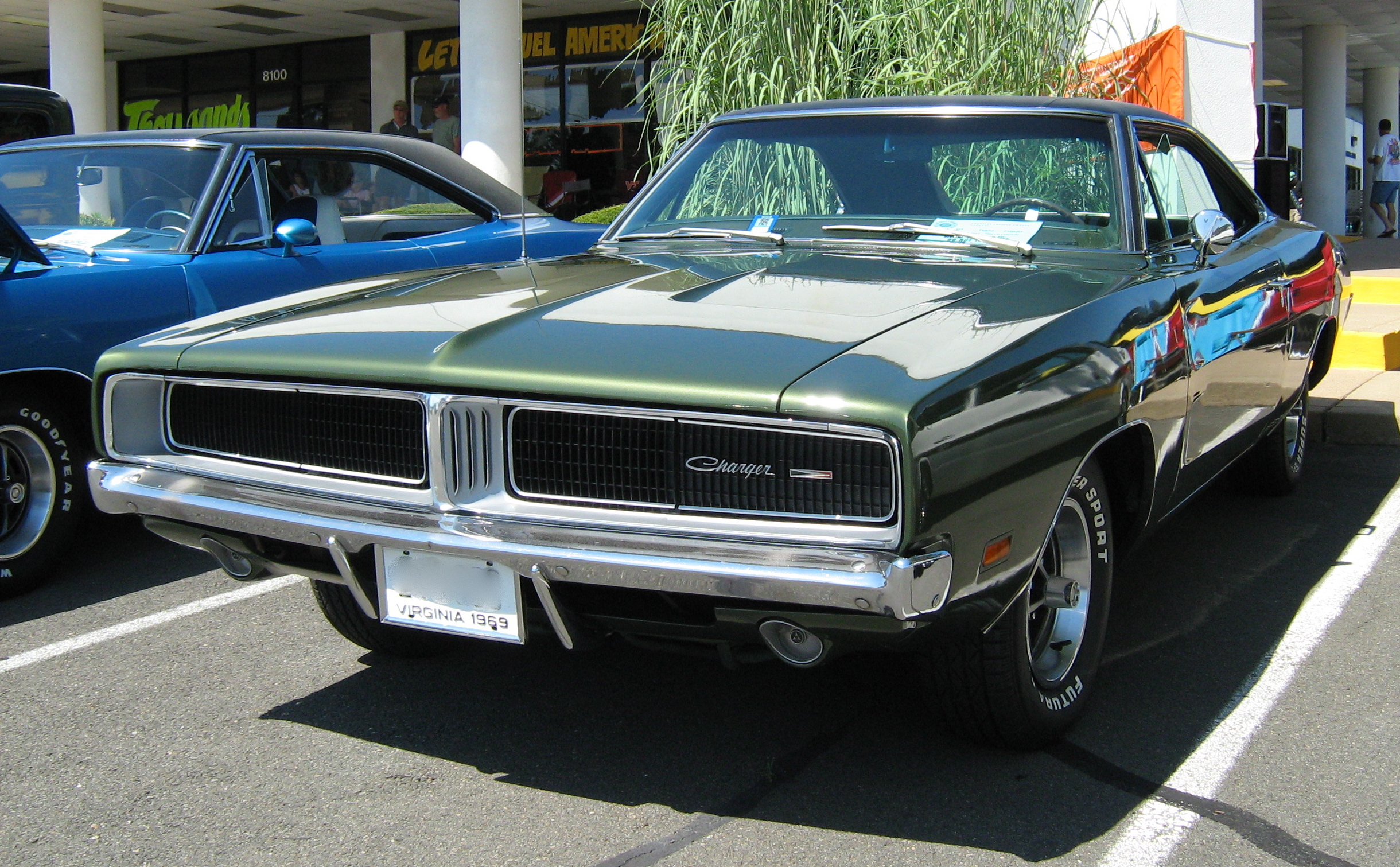
Dodge Charger (1969)

Nur marginale optische Veränderungen wies der 1969er Charger auf: Der Kühlergrill war mittig geteilt, die vier runden Rückleuchten des 1968er Modells wurden durch zwei große eckige ersetzt. Das vormals ausschließlich schwarze Vinyldach konnte nun in mehreren Farben gewählt werden, jedoch stieg bei den Verkäufen der Anteil an Fahrzeugen ganz ohne Vinylbespannung. Der Charger konnte nun mit einer SE-Ausstattung (Special Edition) bestellt werden, die mit Holzoptik im Innenraum, Ledersitzen und Tiefbettfelgen auch Käufer luxuriöser Automobile anlocken sollte.
Die Motorenpalette wurde erstmals um einen Sechszylinder erweitert: Der 225 cui-Slant Six-Reihenmotor (3,7 Liter) stellte nun das Sparmodell der angebotenen Chargermotoren dar. 1969 konnten etwa 69.000 Charger verkauft werden, davon etwa 500 mit Slant Six.
Für den Rennsport hatte man bei Dodge den Charger 500 entwickelt. Im Wesentlichen auf dem Serienmodell basierend, besaß er den bündig mit der Motorhaube abschließenden Kühlergrill des Dodge Coronet, feststehende Scheinwerfer und anstelle der eingezogenen eine bündig montierte Heckscheibe. Dadurch sollte die Aerodynamik verbessert und so die Höchstgeschwindigkeit erhöht werden. Das damalige NASCAR-Reglement sah vor, dass von einem Fahrzeug mindestens 500 Einheiten produziert und zum Verkauf angeboten werden mussten, um für die Rennserie zugelassen zu sein. Dodge bot den Charger 500 auf dem freien Markt an, optional mit 426 Hemi oder mit 440 Magnum-Motor. Verkauft wurden jedoch nur 459 Fahrzeuge, 67 davon mit Hemi. Die Rennerfolge waren ebenfalls dürftig, daher machte Dodge noch im gleichen Jahr den nächsten Schritt. Nach einer kurzen Entwicklungszeit und einigen, in den 1960er Jahren nicht unbedingt üblichen Windkanaltests, präsentierte man den Charger Daytona. Die Front war ca. 50 cm länger und hatte eine aerodynamische Keilform mit eingelassenen Klappscheinwerfern („Schlafaugen“). Auf den vorderen Kotflügeln befanden sich nach hinten offene Lufthutzen, die jedoch keinen aerodynamischen Zweck erfüllten, sondern nur Abdeckungen für die Innenkotflügel der Rennversionen waren. Auf dem Heck befand sich ein ca. 60 cm hoher Heckspoiler, der den erforderlichen Abtrieb bei hohen Geschwindigkeiten gewährleisten sollte. Unter der Karosserie sorgten ein versteckter Frontspoiler sowie Stabilisatoren für höhere Sicherheit. Mit einem Strömungswiderstandskoeffizient (cw-Wert) von 0,28 wäre der Charger Daytona auch noch mit heutigen Fahrzeugen vergleichbar, der VW Golf V beispielsweise hat einen cw-Wert von 0,325.
Auch der Daytona wurde mit den beiden stärksten Motoren angeboten. 505 Exemplare wurden gebaut, davon 433 mit 440 Magnum und 70 mit 426 Hemi. Die Kundschaft fand den Daytona hässlich und mit 4000 US-$ Einstiegspreis war er zwar erschwinglich, aber dennoch teuer. Ein eklatanter Nachteil für den Straßenbetrieb war außerdem, dass der Motor bei der im amerikanischen Straßenverkehr gebotenen Höchstgeschwindigkeit von 55 mph (knapp 90 km/h) überhitzte. Der Fahrtwind reichte nicht aus, da die Frontpartie keinen Kühlergrill oder sonstige Lufteinlässe besaß. Hier zeigte sich, dass der Daytona in erster Linie für den Rennsport konzipiert worden war.
Mit dem Charger Daytona konnten einige Rennen gewonnen werden, die Meistertitel errang jedoch der Ford-Konzern.

#### 1970

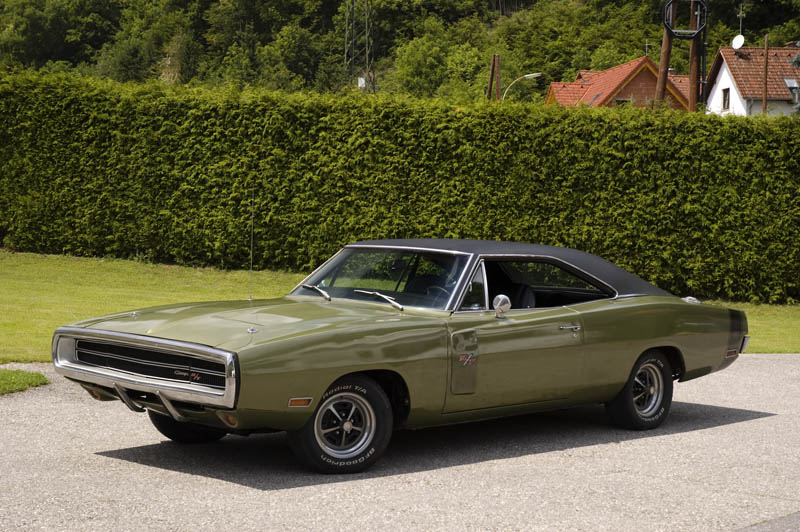
Dodge Charger (1970)

1970 wurden erneut der Kühlergrill und die Rückleuchten geändert. Der Grill war jetzt wieder durchgehend, mit einer verchromten Zierleiste mittig über die gesamte Breite. Die klassische Stoßstange („bumper“) wurde durch einen verchromten Rahmen ersetzt, der etwas hervorstand und den Kühlergrill umfasste (ebenfalls als „bumper“ bezeichnet). Die Rücklichter wurden erst im Lauf des Modelljahres verändert (frühe Exemplare erhielten noch die 69er Rücklichter): sie besaßen nun eingebaute Reflektoren. Die Ausstattungsvarianten wurden ebenso verändert, die „R/T“-Version war jetzt wieder das Topmodell (VIN-Code beginnend mit XS), außerdem gab es nach wie vor das „SE“-Paket. Lediglich das Spitzenmodell des Vorjahres, der Charger 500 (VIN-Code beginnend mit XP), wurde zum „etwas besseren Basismodell“ herabgestuft, was bei der Kundschaft zu Verwirrung führte. Wer nun einen standardmäßigen 500 bestellte, bekam als Motor nicht den 440 Magnum, sondern lediglich den 318 cui-V8. Die „R/T“-Version erhielt an den Türen angedeutete Lufthutzen, und ein horizontaler Farbstreifen („longitudinal tape stripe“) war neben dem „bumblebee stripe“ erhältlich. Weiters ließen sich die „R/T“ und die 500er Modelle durch eine Blende um die Rücklichter von den Basismodellen unterscheiden. Die Motorenpalette wurde mit dem 440 cui-6 bbl „Six-Pack“-V8, der 390 SAE-PS leistete, nach oben erweitert, bei den Lackierungen wurden die sogenannten High-Impact Farbtöne ins Programm genommen. Der Kunde konnte neben den beliebten Grün- und Brauntönen nun ganz im Geist der 70er, Farben wie Lila (Plum Crazy), Limegrün (Sublime), Pink (Panther Pink), Grellgelb (Top Banana), und Hemi-Orange auf der Optionsliste ankreuzen. Um die Produktionskosten zu senken, wurde das Basismodell abgespeckt. Während die 500er und „R/T“-Modelle erstmal Sitze mit integrierten Kopfstützen erhielten (High-back bucket seats), musste man im Basismodell (VIN-Code beginnend mit XH) auf einer Sitzbank Platz nehmen. Das Modelljahr 1970 unterscheidet sich von seinen Vorgängern in vielen weiteren Details und gab zumindest technisch schon einen Ausblick auf die nächste Charger Generation.
49.768 Charger wurden verkauft, 10337 davon als „R/T“-Version. Die Verkaufszahlen stagnierten trotz der leicht gesenkten Einstiegspreise (Basismodell: $ 3001, 500er: $ 3139, R/T: $ 3711) etwas, da man sich innerhalb des Chrysler-Konzerns Konkurrenz im eigenen Hause machte: Der neu gestaltete Coronet und der gänzlich neue Dodge Challenger sowie der Plymouth' Barracuda und der Road Runner deckten alle fast das gleiche Fahrzeugsegment ab.
Die Rennerfolge des Daytona setzten sich fort. Dem NASCAR-Fahrer Buddy Baker gelang am 24. März 1970 ein Geschwindigkeitsrekord von 200,447 mph (322,588 km/h) auf dem Talladega Superspeedway, der erst 1983 von einem NASCAR-Fahrzeug gebrochen werden konnte. Aber auch hier kam Konkurrenz aus eigenem Hause: Der Plymouth Road Runner Superbird war zwar mit einer markanten Front und einem großen Heckspoiler ähnlich gestaltet, aber keineswegs (wie fälschlicherweise oft angenommen) baugleich mit dem Charger Daytona.

#### Motordaten
Alle Motoren sind Otto-Saugmotoren.
Hinweis: Die werkseitigen Leistungsangaben der Motoren erfolgten in Brutto-PS. Aufgrund unpräziser Messmethoden Ende der 1960er-Jahre weichen die tatsächlichen Leistungsdaten teilweise erheblich von der Werksangabe ab und können nicht in Kilowatt umgerechnet werden.
| Typ   | Bauart | Hubraum (in3) | Hubraum (cm³) | Motorleistung Werksangabe (bhp) | Drehmoment (Nm) | Gemischaufbereitung     |
| ----- | ------ | ------------- | ------------- | ------------------------------- | --------------- | ----------------------- |
| 6-170 | R6     | 170           | 2786          | 115                             | 210             | Einfachvergaser         |
| 6-225 | R6     | 225           | 3687          | 145                             | 292             | Einfachvergaser         |
| 8-273 | V8     | 273           | 4474          | 190                             | 353             | Doppelvergaser          |
| 8-318 | V8     | 318           | 5211          | 230                             | 461             | Doppelvergaser          |
| 8-340 | V8     | 340           | 5572          | 275                             | 461             | Doppel-Registervergaser |
| 8-383 | V8     | 383           | 6276          | 290                             | 529             | Doppelvergaser          |
| 8-383 | V8     | 383           | 6276          | 330                             | 556             | Doppel-Registervergaser |
| 8-383 | V8     | 383           | 6276          | 335                             | 576             | Doppel-Registervergaser |
| 8-426 | V8     | 426           | 6981          | 425                             | 664             | Doppel-Registervergaser |
| 8-440 | V8     | 440           | 7210          | 350                             | 651             | Doppel-Registervergaser |
| 8-440 | V8     | 440           | 7210          | 375                             | 651             | Doppel-Registervergaser |

### Generation III

#### 1971
Ab 1971 gab es Umstrukturierungen und Rationalisierungsmaßnahmen im Produktionsbereich des Chrysler-Konzerns. Die Fahrzeuge der Marken Dodge und Plymouth teilten sich von nun an nicht mehr ausschließlich nur die Plattformen, häufig waren Modelle der Marken auch weitgehend baugleich. Der Dodge Super Bee, von 1968 bis 1970 noch die zweitürige Spitzenversion des Coronet, war nun Teil der Charger-Serie. Somit waren alle Viertürer der Dodge-Mittelklasse (die sogenannte B-Plattform) nun Coronet- und die Zweitürer Charger-Modelle. Der 1971er Charger besaß eine vollständig neue Karosserie, die bis 1974, mit den üblichen leichten Veränderungen, beibehalten wurde. Die Frontpartie erinnerte stark an frühere GTO-Modelle der Marke Pontiac, das gesamte Design wirkte runder – innen wie außen. Abgesehen vom Super Bee blieben die Ausstattungsvarianten und ihr Umfang die gleichen wie im Vorjahr. Klappscheinwerfer, die den Dodge Charger seit der Einführung 1966 gekennzeichnet hatten, waren ab dem Modelljahr 1971 nicht mehr Serie und waren nur mehr optional erhältlich.
Das Jahr 1971 bezeichnet den Anfang vom Ende der Muscle Cars. Gezwungen durch strengere Umweltgesetze und hohe Versicherungsbeiträge hatten andere Hersteller bereits damit begonnen, ihre leistungsstärkeren Motoren wie auch ganze Fahrzeugserien einzustellen. Beim Chrysler-Konzern hielt man weitgehend am bisherigen Modell- und Motorenangebot fest. Lediglich der 426 Hemi wurde aus dem Programm genommen – zur Enttäuschung aller Rennsportfans. Da dies während des laufenden Modelljahres geschah, gibt es durchaus 1971er Hemi-Charger. Ganze 63 Stück wurden in den USA verkauft, zusätzlich 2659 Charger R/T mit anderer Motorisierung.

#### 1972

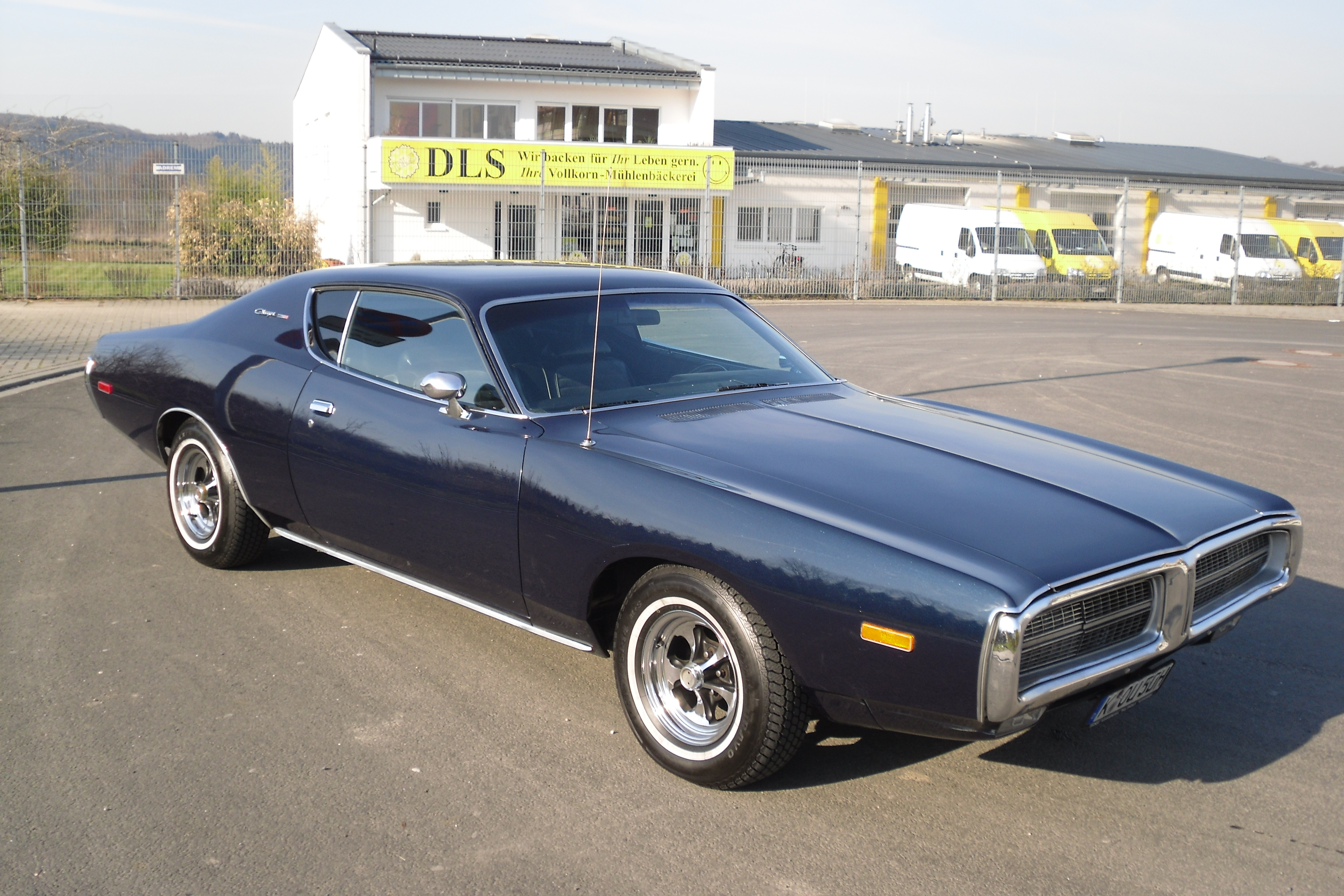
Dodge Charger (1972)

1972 musste Dodge die Leistung der Motoren herabsetzen, um neuen Emissionsgesetzen zu entsprechen. Zusätzlich wurde die in den USA bisher übliche Leistungsangabe (bhp) durch die realistischere SAE-Netto-Messung ersetzt (im Unterschied zu vorher mit installierten Nebenaggregaten gemessen). Die Einheit blieb bhp, die Werte aber fielen deutlich niedriger aus. Auf diese Weise verringerte sich in diesem Jahr bei den Charger-Modellen die Leistung geringfügig, obwohl weitgehend die gleichen Motoren angeboten wurden. Nur der 383 cui-V8 erreichte die geforderten Emissionswerte nicht und wurde durch einen 400 cui-V8 ersetzt. Bei der Ausstattung machte man beim Charger einen Schritt weg vom Muscle Car hin zum luxuriösen Coupé. Die „Super Bee“- und „R/T“-Versionen gab es nicht mehr, stattdessen wurde eine Rallye-Ausführung angeboten. Äußerlich blieb der Charger des Modelljahrs 1972 weitgehend unverändert.

#### 1973 und 1974

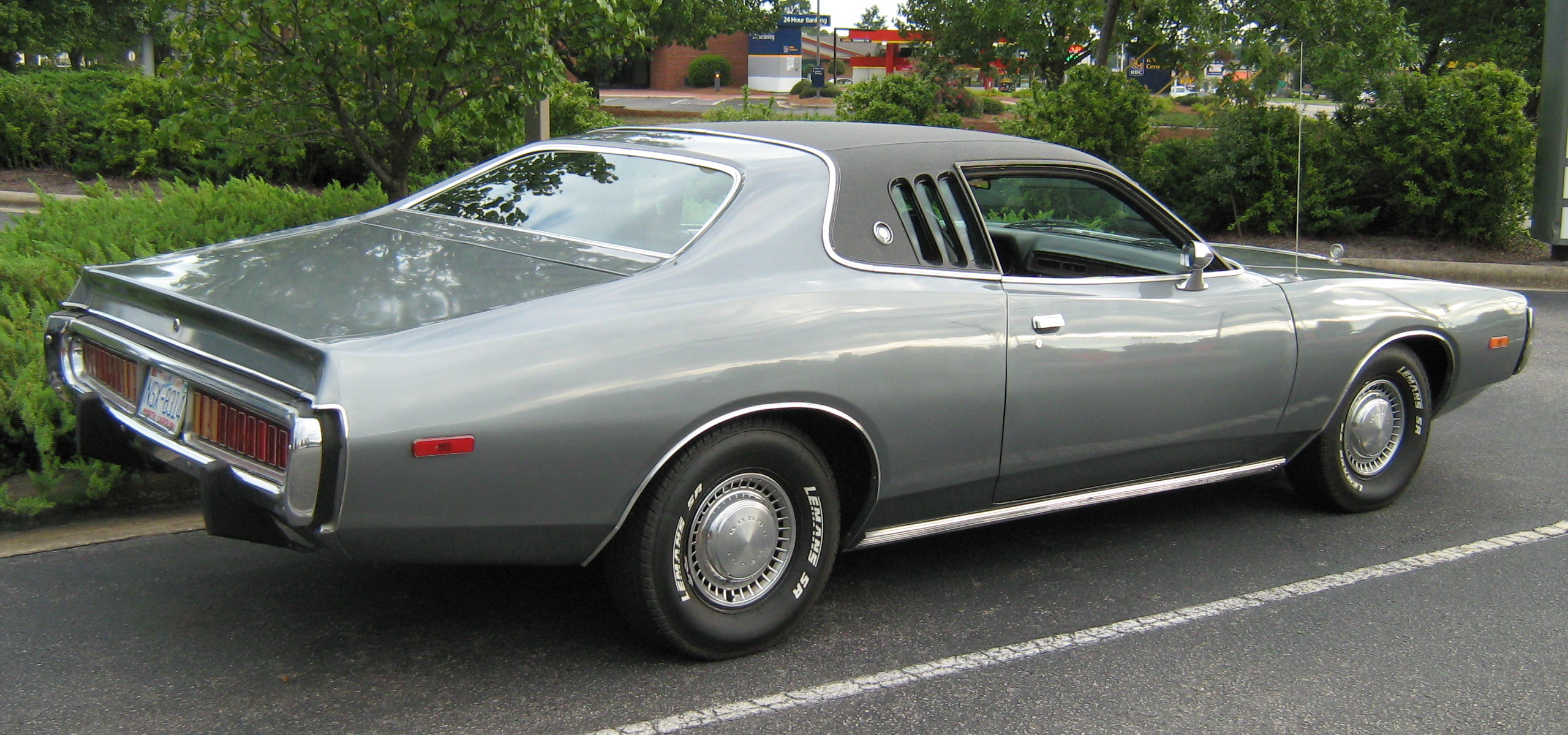
Charger SE des Modelljahres 1973 mit Halb-Vinyldach und Opera Windows

Ab 1972 waren die Charger-Modelle hinsichtlich ihrer Fahreigenschaften und der Ausstattung vordringlich komfortbetont ausgerichtet. Lediglich die erhältliche auffällige Rallye-Ausstattung bediente Wünsche einer Kundschaft, die sich noch optisch wie technisch ein Muscle Car wünschte (obwohl der Dodge Charger nur wenige Rallye-Eigenschaften aufweisen konnte). Der 400 cui-V8 stand in zwei Leistungsvarianten zur Verfügung.
Dodge beugte sich schließlich dem Willen der Käufer und stellte die Produktion der Charger- und Challenger-Modelle ein. Die Modellbezeichnungen sollten aber weiterhin Verwendung finden, und bereits im folgenden Modelljahr warb man bereits wieder mit einem Charger-Modell um die Gunst der Kunden.

### Nachfolger: Personal Luxury Cars
Ab dem Modelljahr 1975 übertrug Chrysler den Namen Charger auf ein Personal Luxury Car. Das als Charger S/E bezeichnete Auto war bis ins kleinste Details identisch mit dem Chrysler Cordoba. Der Name „Charger“ sollte verkaufsfördernd wirken; mit einem Muscle Car hatte der Charger S/E allerdings nichts mehr gemein. Der Wagen verkaufte sich in vier Jahren nur 142.000 mal; danach wurde er durch den Dodge Magnum ersetzt, der technisch weiterhin dem Cordoba (und damit dem Charger S/E) entsprach, aber über einige stilistische Eigenheiten verfügte. Der Charger S/E war mit Achtzylindermotoren von 5,2 Litern bis 6,6 Litern Hubraum lieferbar.
1976 bot Dodge zudem ein Charger Coupé an (ohne den Namenszusatz S/E). Hierbei handelte es sich um eine zweitürige Version des Dodge Coronet, die 1975 als Coronet Hardtop Coupé und ab 1977 als Monaco Coupé verkauft wurde. Das Auto sah gänzlich anders aus als der Charger S/E. Es war serienmäßig mit dem Slant Six-Reihensechszylindermotor ausgestattet.

## Motoren
Nachfolgend die verschiedenen Motorvarianten der Charger-Modelle. Die Hubraumangaben in cui (cubic inches, Kubikzoll) entsprechen zwar nicht dem internationalen Einheitensystem, jedoch ist diese Angabe fester Bestandteil der Motorenbezeichnung amerikanischer Fahrzeuge. Die Angabe bbl steht für Vergasermischkammern (barrels) und dient der weiteren Differenzierung, wobei „6 bbl“ theoretisch für drei Doppelvergaser oder auch zwei Dreifachvergaser stehen könnte. Die Motorart beschreibt die Bauweise. „V8“ steht beispielsweise für einen V-Motor mit acht Zylindern.
| Bezeichnung                                        | Art | Hubraum (cm³)      | Verwendung in Modelljahren | Sonstiges                                                                                        |
| -------------------------------------------------- | --- | ------------------ | -------------------------- | ------------------------------------------------------------------------------------------------ |
| 225 cui Slant Six                                  | R6  | 3687 (umgerechnet) | 1969–1978                  | --                                                                                               |
| 273 cui                                            | V8  | 4474 (umgerechnet) | 1965                       | --                                                                                               |
| 318 cui                                            | V8  | 5211 (umgerechnet) | 1966–1974                  | --                                                                                               |
| 360 cui                                            | V8  | 5899 (umgerechnet) | 1966, 1975–1978            | 2 verschiedene Motoren gleichen Hubraums; oft wird die frühere Version auch als „361“ bezeichnet |
| 383 cui                                            | V8  | 6276 (umgerechnet) | 1966–1972                  | --                                                                                               |
| 400 cui                                            | V8  | 6555 (umgerechnet) | 1972–1978                  | --                                                                                               |
| 426 cui Hemi                                       | V8  | 6981 (umgerechnet) | 1966–1971                  | --                                                                                               |
| 440 cui, 440 cui Magnum und 440 cui 6 bbl Six Pack | V8  | 7210 (umgerechnet) | 1967–1974                  | 3 Leistungsvarianten                                                                             |

## Auftritte in Film und Fernsehen

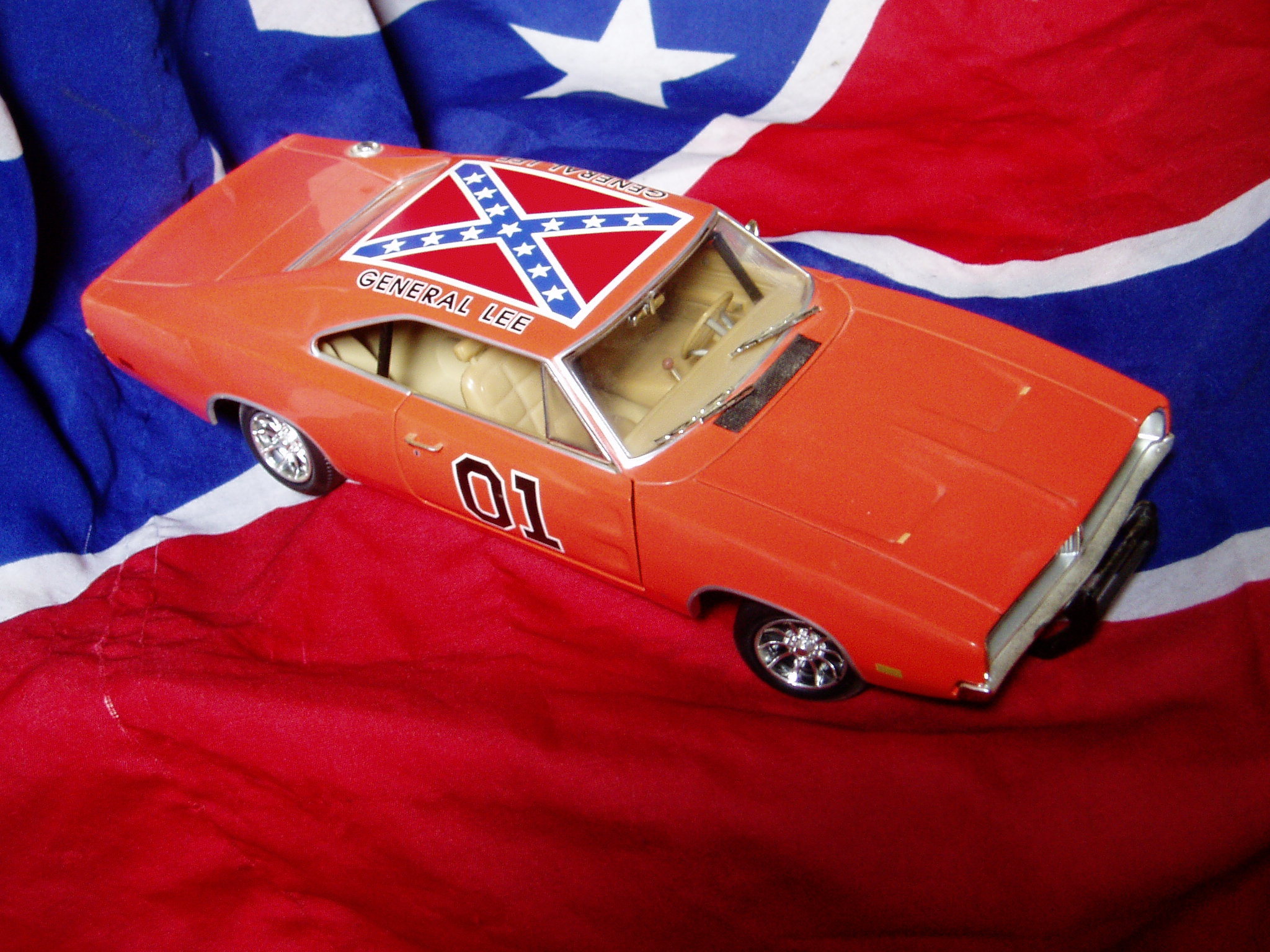
Modell des General Lee im Maßstab 1:18

Der Charger ist wie viele Muscle-Cars in vielen Filmen und Serien zu sehen. Beispielsweise sind hier zu nennen:
- Bullitt: In der berühmten Verfolgungsjagd fahren die Kriminellen ein 1968er R/T-Modell.
- Ein Duke kommt selten allein: Der General Lee, Baujahr 1969, gehört zu den bekanntesten TV-Fahrzeugen überhaupt. Das Fahrzeug wurde von George Barris umgestaltet, der bereits 1967 einen Charger für den fast vergessenen Rennfahrerfilm Thunder Alley (dt. „Crash Drivers – Entscheidung in der Todeskurve“) umbaute.
- Death Proof – Todsicher: Stuntman Mike fährt neben einem 1971er Chevy Nova SS auch einen 1969er Dodge Charger.
- Street Kings: Detective Tom Ludlow fährt einen Dodge Charger SRT8 der neuen Baureihe
- Burn Notice: Der Hauptcharakter Michael Westen fährt einen schwarzen 1973er Charger, der seinem Vater Frank Westen gehört hat
- Dirty Mary Crazy Larry: Peter Fonda fährt einen 1969er Dodge Charger in Limegrün.
- Drive Angry 3D: Der Hauptcharakter und seine Begleitung fahren einen schwarzen 1969er Charger.
- The Fast and the Furious: Der 1970 Dodge Charger hat in mehreren Teilen der Fast and the Furious Serie einen Auftritt. Zu sehen ist der Charger in Teil 1, 4, 5, 7, 10 und im 6.ten als für den Nascarsport ausgelegte Version namens Dodge Daytona Charger.
- Devil Driver: die weibliche Hauptperson fährt den 68er Charger
- Big Fish: Der Schauspieler Ewan McGregor fährt einen roten 1966er Charger.
- Marvel’s Agents of S.H.I.E.L.D.: Der Ghost Rider fährt einen schwarzen 1969er Charger.
- The Man From Toronto: Die Hauptperson fährt einen 69er 440 R/T Charger namens Debra.
- Christine: Dennis Guilder, einer der Hauptcharaktere (gespielt von John Stockwell) fährt einen 1968er Charger.